# XIII Century
XIII Century (tạm dịch: Thế kỷ 13) là loạt trò chơi máy tính chiến thuật thời gian thực được hãng Unicorn Studio phát triển, bao gồm các tựa đề XIII Century: Death or Glory, bản mở rộng độc lập của game là XIII Century: Blood of Europe, và XIII Century: Gold Edition được phát hành, bản Gold Edition này kết hợp hai bản đầu tiên. Series game có giao diện và game play tương tự như dòng game Total War.
Game lấy bối cảnh chiến trường thời Trung Cổ vào thế kỷ thứ 13, người chơi có thể tham gia những cuộc viễn chinh cùng với đạo quân của nhiều nước khác như Anh, Pháp, Đức, Nga,Mông Cổ và một số nước khác. Ở mỗi quốc gia, người chơi sẽ dần mở khóa được những trận chiến kinh điển theo chiều dài lịch sử: ở Anh thì có trận Evesham, Fallkirk, Conwy, Lincoln và Lewes, ở Nga thì có Yaroslav, Torchev, Hồ Peipus, Rakovor và Lipitsa... v.v. Những nhiệm vụ phụ sẽ được mở khóa thêm khi điểm kinh nghiệm và chức vụ của người chơi dần tăng lên sau những trận chiến thắng.
Trong phiên bản tiếp theo của series sẽ có tên "'Real Warfare'", và bản đầu tiên Real Warfare 1242, game sẽ bao gồm các thời kỳ lịch sử từ thời trung cổ tới Napoleon, chế độ chiến dịch nhiều người chơi (với bản đồ toàn cầu) đang trong giai đoạn phát triển.

## Cách chơi
Những trận chiến trong game được xây dựng theo công thức khắc chế lẫn nhau nên khá cân bằng, do vậy sẽ không có cơ hội chiến thắng khi người chơi chỉ thực hiện một vài chiến thuật đơn giản ngoài chiến trường mà không hiểu rõ ưu, nhược điểm của đối phương. Các yếu tố cơ bản của việc điều binh khiển tướng rất cần thiết, ví dụ như không để kỵ binh và lính cầm giáo ở gần nhau, bố trí cung thủ trên các đồi cao.
Những thông số chi tiết cũng được đề cập, và điều này giúp người chơi kiểm soát gần như toàn bộ cuộc chiến, từ cách bố trí lính, chỉ số sức mạnh, số lượng bị thương và cả khả năng phòng thủ khi nhóm quân bị đột kích. Giao diện của trò chơi trực quan và thuận tiện, người chơi có thể kiểm tra ngay tình trạng của đạo quân của mình từ rất xa khi tình hình chiến sự căng thẳng, từ đó có kế hoạch điều chỉnh nhịp độ trận chiến và ra lệnh một cách kịp thời.
Các bản đồ được thiết kế khá chi tiết, do đó người chơi cần phải tận dụng địa hình để giành được chiến thắng. Mỗi bản đồ đều được thiết kế có một quả đồi cao, thích hợp cho các cung thủ trổ tài, các lối nhỏ bí mật cho phép các kỵ binh đột kích từ bên hông đạo quân đối phương, những dòng sông sẽ giúp bố trí các phương pháp phòng thủ hiệu quả.
Mỗi quốc gia lại có những chủng quân tinh nhuệ và ưu thế quân sự riêng. Ví dụ, người Pháp sở hữu những binh đoàn kỵ binh hùng hậu trong khi lính xứ Wales là những tay thiện xạ đại tài... Đồng thời, quân Mông Cổ cũng có dịp xuất hiện trong game và cũng là những nhà vô địch trên lưng ngựa. Tùy vào từng bối cảnh lịch sử, vũ khí các quốc gia sử dụng có sự khác biệt đáng kể.
Tất cả các đơn vị quân trong game được chia thành nhiều nhóm nhỏ để người chơi dễ dàng điều khiển trên chiến trường. Chỉ cần nhấp chuột vào một tiểu đội nào đó trên bản đồ và ra lệnh cho họ di chuyển, hoặc nhấp vào doanh trại của địch để hạ lệnh tấn công. Ở tầm vĩ mô, người chơi cũng có thể cùng lúc điều khiển toàn bộ quân đội để đem lại hiệu quả cao nhất, ví dụ như sắp xếp một hàng lính chiến lên trước để chặn đường tiến của quân địch, sau đó đặt lớp cung thủ ở phía sau để bảo vệ và cũng để tấn công từ xa...
Hệ thống trí tuệ nhân tạo (trí thông minh nhân tạo) của máy có thể gây nhiều khó khăn cho người chơi khi có cơ hội, do vậy đòi hỏi người chơi cần phải biết cách kết hợp nhiều chiến thuật khác nhau liên tiếp mới có thể chiến thắng.

## Ưu điểm
Ngoài mục chơi chiến dịch hấp dẫn, game không có những yếu tố bổ sung nào khác ấn tượng. Chỉ có chế độ mang tên Custom Battle là đáng để nói đến, cho phép chọn lựa chiến trường với hàng tá quốc gia, và việc đầu tư xây dựng quân đội ban đầu. Phạm vi chiến trường của game hoàn toàn có thể so sánh được với dòng Total War. Người chơi có thể cùng lúc nhìn thấy hàng trăm hàng nghìn đơn vị quân trên màn hình. Đồ họa của game sắc nét và chi tiết (thể hiện ở sự khác biệt về trang phục giữa các thế lực).

## Khuyết điểm
Mục chơi mạng hơi bất cập khi trò chơi chỉ cho phép kết nối IP trực tiếp để chơi (một bản vá đang được thực hiện để đắp vào lỗi này). Đồ họa và âm thanh của game cũng thuộc vào hàng khá, tuy có vài phân đoạn bị rớt khung hình do quá nhiều đơn vị lính xuất hiện cùng lúc trong một cảnh, Cấu hình game nhìn chung có vẻ khá nặng, không thích hợp với những máy cấu hình yếu và trung bình, tư thế chiến đấu của các binh chủng chưa được mượt mà và thực tế, thiếu mục chơi công thành, và có những đoạn hay bị văng game ra ngoài.

## Các quốc gia trong game
Tất cả là 21 quốc gia có thể chơi được trong phiên bản Gold này 
- Bohemia
- Lillard
- Brabant
- Guelph
- Castile
- Trung Nga
- Đan Mạch
- Bắc Nga
- Anh
- Pháp
- Đức
- Hungary
- Mông Cổ
- Montfort
- Moor
- Nassau
- Ba Lan
- Giáo binh đoàn hiệp sĩ Đức
- Xứ Wales
- Tây Nga
- Xcốtlen

Bản Real Warfare 1242 góp thêm 3 quốc gia mới là Lithuania, Florence và Thụy Điển

## Link bên ngoài
- 1C Publishing Lưu trữ ngày 27 tháng 7 năm 2010 tại Wayback Machine
- Total Games Italia Lưu trữ ngày 16 tháng 6 năm 2010 tại Wayback Machine Italian/English Web Portal for this game